# CFR 1907 Cluj-Napoca în sezonul 2011-2012

### Echipă
| Nr. |            | Poziție | Jucător                        |
| --- | ---------- | ------- | ------------------------------ |
| 66  | Portugalia | P       | Daniel Fernandes               |
| 60  | Italia     | P       | Remo Amadio                    |
| 32  | România    | P       | Mihai Mincă                    |
| 1   | Portugalia | P       | Nuno Claro                     |
| 12  | România    | P       | Călin Tiuț                     |
| 55  | Portugalia | F       | Nuno Diogo                     |
| 20  | Portugalia | F       | Cadú (căpitan)                 |
| 24  | România    | F       | Ionuț Rada                     |
| 2   | Brazilia   | F       | Lionn                          |
| 4   | România    | F       | Cristian Panin (vice-căpitan)  |
| 5   | Belgia     | M       | Bakary Saré                    |
| 6   | România    | M       | Gabriel Mureșan (vice-căpitan) |
| 7   | Brazilia   | M       | Renan Garcia                   |
| 8   | Angola     | M       | Dominique Kivuvu               |
| 11  | România    | M       | Viorel Nicoară                 |

| Nr. |                  | Poziție | Jucător            |
| --- | ---------------- | ------- | ------------------ |
| 13  | Italia           | F       | Felice Piccolo     |
| 16  | Brazilia         | M       | Rafael Bastos      |
| 17  | România          | F       | Vasile Maftei      |
| 18  | Argentina        | M       | Sixto Peralta      |
| 19  | Brazilia         | A       | Weldon             |
| 21  | România          | A       | Sergiu Negruț      |
| 22  | România          | M       | Ioan Hora          |
| 26  | Capul Verde      | M       | Celestino          |
| 28  | Coasta de Fildeș | M       | Emmanuel Koné      |
| 45  | Portugalia       | M       | Camora             |
| 85  | România          | A       | Cristian Bud       |
| 99  | Senegal          | A       | Modou Sougou       |
| 27  | Brazilia         | A       | Ronny              |
| 9   | Grecia           | A       | Pantelis Kapetanos |
| 10  | Italia           | A       | Roberto De Zerbi   |

### Golgeteri echipei
| Nume jucător       | Goluri campionat | Goluri Cupa României | Total Goluri |
| ------------------ | ---------------- | -------------------- | ------------ |
| Pantelis Kapetanos | 12               |                      | 12           |
| Nuno Diogo         | 1                |                      | 1            |
| Rafael Bastos      | 1                |                      | 1            |
| Roberto De Zerbi   | 1                |                      | 1            |
| Modou Sougou       | 2                |                      | 3            |

## Competiții
În sezonul 2011-2012 CFR Cluj este angrenată in 2 competiții Liga I și Cupa României.
| 24 iulie 2011Etapa 1 | CFR Cluj                        | 2 – 0 | Astra Ploiesti | Cluj Napoca                                               |  |
| 21:30                | 16' Modou Sougou 70' Nuno Diogo |       |                | Stadion: "Gruia" - Cluj Napoca Arbitru: Deaconu Alexandru |  |

| 30 iulie 2011Etapa 2 | FCM Tg. Mureș | 0 – 2 | CFR Cluj                           | Târgu Mureș                                              |  |
| 18:30                |               |       | 57' Rafael Bastos 64' Modou Sougou | Stadion: "Trans Sil" - Tg. Mureș Arbitru: Dumitru Robert |  |

| 12 august 2011Etapa 3 | CFR Cluj | 0 – 2 | Gaz Metan                            | Cluj Napoca                                          |  |
| 20:30                 |          |       | 38' Ciprian Petre 52' Zarko Marković | Stadion: "Gruia" - Cluj Napoca Arbitru: Avram Marius |  |

| 22 august 2011Etapa 4 | CS PANDURII Tg. Jiu | 2 – 0 | CFR Cluj | Tg. Jiu                                              |  |
| 20:30                 |                     |       |          | Stadion: "T. Vladimirescu" - Arbitru: Balaj Cristian |  |

| 27 august 2011Etapa 5 | CFR Cluj | 6 – 1 | CS PANDURII Tg. Jiu | Cluj Napoca                    |  |
|                       |          |       |                     | Stadion: "Gruia" - Cluj Napoca |  |

| Competiție    | Prima etapă   | Poziție / rundă | Poziție finală / rundă | Primul meci | Ultimul meci |
| ------------- | ------------- | --------------- | ---------------------- | ----------- | ------------ |
| Liga I        | —             | —               | —                      | —           | —            |
| Cupa României | Șaisprezecimi | —               | —                      | —           | —            |
| Europa League | Play-off      | —               | —                      | —           | —            |

### Liga I

#### Clasament
| Poz | Echipa       | MJ | V  | E  | Î | GM | GP | G   | Pct | Promovare sau retrogradare           |
| --- | ------------ | -- | -- | -- | - | -- | -- | --- | --- | ------------------------------------ |
| 1   | CFR Cluj (C) | 34 | 21 | 8  | 5 | 63 | 31 | +32 | 71  | LC 2012-13 Turul trei preliminar     |
| 2   | Vaslui       | 34 | 22 | 4  | 8 | 58 | 29 | +29 | 70  | LC 2012-13 Turul trei preliminar     |
| 3   | Steaua (TQ)  | 34 | 19 | 9  | 6 | 47 | 26 | +21 | 66  | EL 2012-13 Al treilea tur preliminar |
| 4   | Rapid (TQ)   | 34 | 18 | 10 | 6 | 54 | 29 | +25 | 64  | EL 2012-13 Al doilea tur preliminar  |
| 5   | Dinamo (TQ)  | 34 | 18 | 8  | 8 | 57 | 32 | +25 | 62  | EL 2012-13 Play-off                  |

Ultima actualizare: 22 august
Sursa: liga1 ro
Reguli de clasare: 
1st points; 2nd head-to-head points; 3rd head-to-head goal difference; 4th head-to-head goals scored; 5th overall goal difference; 6th overall goals scored.
POZ = Poziția în clasament; (C) = Campioană; (R) = Retrogradată; (P) = Promovată; (E) = Eliminată; (O) = Câștigătoare de play-off; (A) = Avansează în runda următoare. 
Aplicabil doar când sezonul nu este terminat: 
(Q) = Calificare în faza competiției indicată; (TQ) = Calificare în competiție, dar încă nu în faza indicată; (RQ) = Calificată în competiția de retrogradare indicată; (DQ) = Descalificată din competiție.

3

#### Rezultate în fiecare etapă
| Etapă    | 01 | 02 | 03 | 04 | 05 | 06 | 07 | 08 | 09 | 10 | 11 | 12 | 13 | 14 | 15 | 16 | 17 | 18 | 19 | 20 | 21 | 22 | 23 | 24 | 25 | 26 | 27 | 28 | 29 | 30 | 31 | 32 | 33 | 34 |
| -------- | -- | -- | -- | -- | -- | -- | -- | -- | -- | -- | -- | -- | -- | -- | -- | -- | -- | -- | -- | -- | -- | -- | -- | -- | -- | -- | -- | -- | -- | -- | -- | -- | -- | -- |
| Teren    | A  | D  | A  | D  | A  | D  | A  | D  | A  | D  | A  | D  | A  | A  | D  | A  | D  | D  | A  | D  | A  | D  | A  | D  | A  | D  | A  | D  | A  | D  | D  | A  | D  | A  |
| Rezultat | V  | V  | Î  | Î  | V  | V  | V  | E  | E  | V  | V  | V  | Î  | V  | V  | V  | E  | V  | Î  | E  | V  | E  | V  | E  | Î  | E  | Î  | V  | V  | V  | V  | V  | V  | E  |
| Loc      | 2  | 2  | 3  | 7  | 5  | 3  | 2  | 2  | 4  | 4  | 2  | 2  | 3  | 3  | 2  | 2  | 2  | 2  | 2  | 2  | 1  | 1  | 1  | 1  | 1  | 1  | 2  | 1  | 1  | 1  | 2  | 2  | 1  | 1  |

Ultima actualizare: 26 august 2011 (UTC)).
Notă: Meciuri

Teren: A = Acasă; D = Deplasare. Rezultat: E = Egal; Î = Înfrângere; V = Victorie; Am. = Amânat.

#### Puncte pe adversari
| Echipă                   | Rezultate | Rezultate | Puncte |
| Echipă                   | Acasă     | Deplasare | Puncte |
| ------------------------ | --------- | --------- | ------ |
| Astra Giurgiu            | 2-0       | 0-2       | 6      |
| FCM Târgu Mureș          | 1-0       | 0-2       | 6      |
| Gaz Metan Mediaș         | 0-2       | 1-1       | 1      |
| Pandurii Târgu Jiu       | 2-0       | 2-0       | 3      |
| Sportul Studențesc       | 6-1       | 1-1       | 4      |
| Oțelul Galați            | 2-0       | 0-4       | 6      |
| FC Vaslui                | 2-0       | 1-1       | 4      |
| Rapid București          | 0-5       | 1-1       | 1      |
| FC Petrolul Ploiești     | 1-1       | 1-1       | 2      |
| CS Concordia Chiajna     | 4-0       | 0-4       | 3      |
| FC Ceahlăul Piatra Neamț | 2-1       | 0-2       | 6      |
| FC Brașov                | 1-0       | 1-2       | 6      |
| Dinamo București         | 2-3       | 0-1       | 3      |
| Universitatea Cluj       | 3-1       | 2-3       | 6      |
| Voința Sibiu             | 2-1       | 0-1       | 6      |
| CS Mioveni               | 3-0       | 0-5       | 6      |
| Steaua București         | 1-1       | 1-1       | 2      |

Source: 
Source: 